# Middlesex County Cricket Club
Middlesex County Cricket Club (dosl. Kriket klub grofovije Middlesex) jedan je od osamnaest prvorazrednih klubova unutar domaće strukture kriketa u Engleskoj i Walesu. Predstavlja povijesnu grofoviju Middlesex koja je skoro u cijelosti bila pripojena ceremonijalnoj grofoviji Velikog Londona 1965. Klub je osnovan 1864. godine, ali timovi koji predstavljaju grofoviju igrali su vrhunski kriket od početka 18. stoljeća i klub je uvijek imao prvorazredni status. Middlesex se natjecao u Grofovijskom prvenstvu (County Championshipu) od službenog početka natjecanja 1890. godine i igrao je u svim vrhunskim domaćim natjecanjima u kriketu u Engleskoj.
Klub igra većinu svojih domaćih utakmica na Lord's Cricket Groundu, koji je u vlasništvu kriket kluba Marylebone, u londonskom naselju St. John's Wood. Klub također igra neke utakmice na stadionu Uxbridge Cricket Club Ground (povijesni Middlesex) i Old Deer Parku u Richmondu (povijesni Surrey). Do listopada 2014., klub je igrao kriket s ograničenim brojem serija kao Middlesex Panthers, promijenivši ime iz Middlesex Crusaders 2009. godine nakon žalbi muslimana i Židova. 24. listopada 2014. klub je objavio da će koristiti naziv Middlesex County Cricket Club u svim oblicima sporta s trenutnim učinkom. Boje dresa u utakmicama kriketa s ograničenim brojem serija su tamno plava i ružičasta, a od 2007. godine, Middlesex je nosio ekskluzivne ružičaste majice tijekom svojih Twenty20 utakmica u znak podrške dobrotvornoj akciji Breakthrough Breast Cancer. 
Middlesex je osvojio trinaest naslova Grofovijskog prvenstva (uključujući 2 podijeljena naslova), zadnji u 2016. godini. U kriketu s ograničenim brojem overa, osvojili su dva Benson & Hedges kupa, četiri titule jednodnevnog kriketa, jednu Nacionalnu ligu i Twenty20 kup, kroz koji su postali prvi grofovijski klub koji se kvalificirao za Stanford Super Series i Twenty20 Ligu prvaka.

## Momčad
| Broj             | Ime                | Državljanstvo         | Datum rođenja       | Način udaranja | Bilješke                                            |
| Udarači          | Udarači            | Udarači               | Udarači             | Udarači        | Udarači                                             |
| ---------------- | ------------------ | --------------------- | ------------------- | -------------- | --------------------------------------------------- |
| 4                | Max Holden         | Engleska              | 18. prosinca 1997.  | lijeva ruka    | —                                                   |
| 12               | Sam Robson         | Engleska              | 1. srpnja 1989.     | desna ruka     | Vicekapetan (FC)                                    |
| 16               | Eoin Morgan        | Engleska              | 10. rujna 1986.     | lijeva ruka    | (T20) Engleska ODI & T20I kapetan                   |
| 18               | Nick Gubbins       | Engleska              | 31. prosinca 1993.  | lijeva ruka    | —                                                   |
| 27               | Tom Lace           | Engleska              | 27. svibnja 1998.   | desna ruka     | povremeni čuvar vrata                               |
| 28               | Stephen Eskinazi   | Engleska              | 28. ožujka 1994.    | desna ruka     | povremeni čuvar vrata                               |
| 29               | Peter Handscombe   | Australija            | 26. travnja 1991.   | desna ruka     | (FC i Lista A) povremeni čuvar vrata Inozemni igrač |
| 43               | Dan Lincoln        | Engleska              | 26. svibnja 1995.   | desna ruka     | —                                                   |
| 48               | Joe Cracknell      | Engleska              | 16. ožujka 2000.    | desna ruka     | povremeni čuvar vrata                               |
| Svestrani igrači |                    |                       |                     |                |                                                     |
| 5                | James Harris       | Wales                 | 16. svibnja1990.    | desna ruka     | —                                                   |
| 8                | Mitchell Marsh     | Australija            | 20. listopada 1991. | desna ruka     | Inozemni igrač (jedino T20)                         |
| 24               | Martin Andersson   | Engleska              | 8. rujna 1996.      | desna ruka     | —                                                   |
| 56               | Luke Hollman       | Engleska              | 16. rujna 2000.     | lijeva ruka    | —                                                   |
| Čuvari vrata     |                    |                       |                     |                |                                                     |
| 14               | Robbie White       | Engleska              | 15. rujna 1995.     | desna ruka     | —                                                   |
| 20               | John Simpson       | Engleska              | 13. srpnja 1988.    | lijeva ruka    | —                                                   |
| 23               | Jack Davies        | Engleska              | 30. ožujka 2000.    | lijeva ruka    | —                                                   |
| Bacači           |                    |                       |                     |                |                                                     |
| 7                | Tom Helm           | Engleska              | 7. svibnja 1994.    | desna ruka     | —                                                   |
| 9                | Steve Finn         | Engleska              | 4. travnja 1989.    | desna ruka     | Vicekapetan (Lista A)                               |
| 19               | Blake Cullen       | Engleska              | 31. ožujka 2002.    | desna ruka     | —                                                   |
| 21               | Toby Roland-Jones  | Engleska              | 29. siječnja 1988.  | desna ruka     | —                                                   |
| 32               | Thilan Walallawita | Engleska              | 23. lipanj 1998.    | lijeva ruka    | —                                                   |
| 34               | Tim Murtagh        | Irska                 | 2. kolovoza 1981.   | lijeva ruka    | —                                                   |
| 41               | Miguel Cummins     | Zapadnoindijski otoci | 5. rujna 1990.      | lijeva ruka    | Kolpak registracija                                 |
| 54               | Ethan Bamber       | Engleska              | 17. prosinca 1998.  | desna ruka     | —                                                   |
| 72               | Nathan Sowter      | Australija            | 12. listopada 1992. | desna ruka     | UK putovnica                                        |
| 88               | Mujeeb Ur Rahman   | Afganistan            | 28. ožujka 2001.    | desna ruka     | Inozemni igrač (jedino T20)                         |

## Titule
- Champion County[4] (1) - 1866
- Grofovijsko prvenstvo (11) - 1903, 1920, 1921, 1947, 1976, 1980, 1982, 1985, 1990, 1993, 2016; dijeljeno (2) - 1949, 1977
- 2. divizija (2) - 2004, 2011
- FP Trofej[5] (4) - 1977, 1980, 1984, 1988
- Nacionalna liga[6] (1) - 1992
- Twenty20 kup (1) - 2008
- Benson & Hedges kup (2) - 1983., 1986. godine

## Vanjske poveznice
- Kriket klub grofovije Middlesex - službena stranica
- Brooks Macdonald potpisao je trogodišnji sponzorski ugovor s Middlesexom
- Analiza udarača Davea Houghtona
- ESPN Cricinfo
- Middlesex u Arhivu kriketa